# Hydrochorea acreana
Espèce
Synonymes
- Abarema acreana (J.F. Macbride) L. Rico (préféré par BioLib)[2]
- Hydrochorea acreana (J.F. Macbride) Barneby & J.W. Grimes[2]
- Hydrochorea acreana (J.F.Macbr.) Barneby & J.W.Grim[3]
- Pithecellobium acreanum J.F. Macbride[2]
- Pithecellobium acreanum J.F.Macbr.[3]

Statut de conservation UICN

 DD  : Données insuffisantes
Hydrochorea acreana est une espèce de plantes à fleurs de la famille des Fabaceae.

## Publication originale
- Memoirs of The New York Botanical Garden 74(1): 33. 1996.